# Ojo de Agua del Lindero
Ojo de Agua del Lindero är en ort i Mexiko.   Den ligger i kommunen Jalpan de Serra och delstaten Querétaro Arteaga, i den centrala delen av landet, 210 km norr om huvudstaden Mexico City. Ojo de Agua del Lindero ligger 1 069 meter över havet och antalet invånare är 374.
Terrängen runt Ojo de Agua del Lindero är kuperad söderut, men norrut är den bergig. Terrängen runt Ojo de Agua del Lindero sluttar österut. Runt Ojo de Agua del Lindero är det ganska glesbefolkat, med 23 invånare per kvadratkilometer. Närmaste större samhälle är Jalpan, 7,8 km sydost om Ojo de Agua del Lindero. I omgivningarna runt Ojo de Agua del Lindero växer huvudsakligen savannskog.